# Rimski legionar
Legionar označuje pripadnika vojaške formacije ali paravojaške enote, ki v svojem nazivu vsebuje naziv legija.
V ožjem smislu to pomeni predvsem poklicnega člana rimske vojske, torej rimskih legij od uvedbe Marijevih reform leta 107 pr. n. štr. Vsak odrasel rimski državljan, mlajši od 45 let, je lahko postal legionar in je bil dolžan služiti naslednjih dvajset let.
Rimski legionarji so bili znani po svoji izjemno strogi disciplini, ki so jo njihovi centurioni stotniki vzdrževali s krutimi kaznimi. Prav tako so bili podvrženi dnevnim vojaškim vajam oziroma vajam, ki so jim omogočile, da so bili fizično in v mentalno  boljši od večine potencialnih sovražnikov ter da so lahko na bojišču izvajali tudi najzahtevnejše manevre pod nastrožjo disciplino.
Legionarji so bili razdeljeni na dve vrsti – miles – odgovorni za redne vojaške ukaze in imunes, vojaki, posebej izvežbani in odgovorni za inženirstvo, sanitarne naloge ali izgradnjo oblegovalnih naprav. Slednji so bili včasih oproščeni rednih vojaških vaj in težjih nalog, vendar se je od njih še vedno pričakovalo, da se bodo po potrebi borili kot navadni vojaki.